# Marc Wilson (giocatore di football americano)
Marc Douglas Wilson (Bremerton, 15 febbraio 1957) è un ex giocatore di football americano statunitense che ha giocato nel ruolo di quarterback nella National Football League (NFL). Fu scelto nel corso del primo giro (15º assoluto) del Draft NFL 1980 dagli Oakland Raiders. Al college giocò a football alla Brigham Young University.

## Carriera
Wilson fu scelto quindicesimo assoluto nel Draft 1980 dagli Oakland Raiders. Fu la riserva di Jim Plunkett nella sua stagione da rookie in cui i Raiders vinsero il Super Bowl XV. L'anno successivo guidò la squadra in yard passate prima di tornare la riserva di Plunkett nella stagione accorciata per sciopero del 1982, la prima della franchigia dopo il trasferimento a Los Angeles. Si riappropriò del posto da titolare a metà della stagione 1983 ma si infortunò dopo due partite; Plunkett tornò a guidare i Raiders a li portò nuovamente a vincere il Super Bowl XVIII nel gennaio 1984. Malgrado l'aver guidato i Raiders al titolo della AFC West division nel 1985, Wilson non si impose mai come uno dei migliori quarterback della NFL: subì tre intercetti nella sconfitta casalinga nei playoff contro i New England Patriots e non giocò più alcuna gara di playoff. Fu sconfitto dall'anziano Plunkett come titolare nel 1984 e 1986 e nel 1987 fu il quarterback della prima stagione della squadra con un record negativo dal 1981. Si ritirò dopo due stagioni poco produttive come quarterback dei Patriots nel 1989 e 1990.

## Palmarès

### Franchigia
- Super Bowl : 2

Oakland/Los Angeles Raiders: XV, XVIII,
- American Football Conference Championship: 2

Oakland/Los Angeles Raiders: 1980, 1983

### Individuale
- College Football Hall of Fame

## Statistiche
| Yard passate      | 14.391 |
| Touchdown         | 86     |
| Intercetti subiti | 102    |
| Passer rating     | 67,7   |